# Ausar Thompson
Ausar Thompson (ur. 30 stycznia 2003 w Oakland) – amerykański koszykarz, występujący na pozycjach rzucającego obrońcy lub niskiego skrzydłowego, obecnie zawodnik Detroit Pistons.
W 2023 reprezentował Detroit Pistons podczas rozgrywek letniej ligi NBA w Las Vegas.

## Osiągnięcia
Stan na 20 grudnia 2023, na podstawie, o ile nie zaznaczono inaczej.
Drużynowe
- Mistrz ligi Overtime Elite (OTE – 2022, 2023)

Indywidualne
- MVP:
  - sezonu OTE (2023)
  - finałów OTE (2022, 2023)
- Zaliczony do I składu OTE (2023)